# NGC 1640
NGC 1640 је спирална галаксија у сазвежђу Еридан која се налази на NGC листи објеката дубоког неба.
Деклинација објекта је - 20° 26' 5" а ректасцензија 4h 42m 14,5s. Привидна величина (магнитуда) објекта NGC 1640 износи 11,6 а фотографска магнитуда 12,4. Налази се на удаљености од 19,1000 милиона парсека од Сунца. NGC 1640 је још познат и под ознакама ESO 551-27, MCG -3-12-18, IRAS 04400-2031, PGC 15850.